# Теоудоур Елмар Бяртнасон
Теоудоур Елмар Бяртнасон (на исландски: Theódór Elmar Bjarnason), роден на 4 март 1987 г., е исландски професионален футболист, полузащитник, настоящ играч на датския Орхус и националния отбор на Исландия.

## Кариера
Започва кариерата си в родната си Исландия. На 16-годишна възраст тренира за един сезон в норвежкия Старт, но не подписва професионален договор. Първият му отбор е местния КР Рейкявик, за който изиграва един сезон преди да бъде трансфериран в Селтик.

### Селтик
Прави дебюта си за отбора при домакинството срещу Хибърниън. На 21 май 2007 г. подписва нов, 2-годишен договор с отбора.

### Люн
На 15 януари 2008 г. преминава в норвежкия Люн поради желанието си за редовна игра.

### Гьотеборг
Поради финансовите затруднения на бившия си клуб, Теодор се премества в съседна Швеция, подписвайки с местния Гьотеборг на 22 юли 2009 г.

### Ранерс
В началото на 2012 г. преминава в Дания, в отбора на Ранерс. В началото получава контузия, поради която не играе 6 месеца.

### Орхус
През юни 2015 г. подписва 2-годишен договор с отбора на Орхус.

## Национален отбор
На 10 май 2016 г. излиза официалният състав на Исландия за Евро 2016, като Елмар Бярнасон е част от списъка.